# Озерковский проспект
Озерко́вский проспект — проспект в Приморском районе Санкт-Петербурга. Идёт от Финляндской железнодорожной линии до стыка улицы Щербакова и Новосельковской улицы. Большую часть Озерковского проспекта фактически занимает Северная трасса Малой Октябрьской железной дороги.

## История
Наименование Озерковского проспекта появилось в начале XX века.
Последний участок проспекта, от поворота у дома 40 до Новосельковской улице, находившийся на территории посёлка Графская (Мартыновка), до 1920-х годов назывался Графской улицей. Наименование посёлка связано с его возникновением на землях, принадлежавших графам Орловым-Денисовым.

## Магистрали
Озерковский проспект граничит или пересекается со следующими магистралями:
| 1. Приморская улица 2. Новоорловская улица 3. Железнодорожная улица 4. Чистяковская улица | 1. Елисеевская улица 2. 1-й Озерковский переулок 3. 2-я Семёновская улица 4. 2-й Озерковский переулок | 1. 3-й Озерковский переулок 2. Новоутиная улица 3. Афанасьевская улица 4. Малая Десятинная улица | 1. Улица Щербакова 2. Новосельковская улица |

## Транспорт
- Метро:
  - Станция «Озерки»
  - Станция «Проспект Просвещения»[4]